# Elmer Robinson (Politiker)
Elmer Edwin „Rob-Rob“ Robinson (* 3. Oktober 1894 in San Francisco, Kalifornien; † 9. Juni 1982 in Paradise, Kalifornien) war ein US-amerikanischer Jurist und Politiker der Republikanischen Partei, der unter anderem zwischen 1948 und 1956 Bürgermeister von San Francisco war.

## Leben
Elmer Edwin Robinson, Sohn von Ralph S. Robinson und Edyth Rahlves, begann nach dem Schulbesuch ein Studium der Rechtswissenschaften am Kent College in San Francisco und erhielt nach dessen Abschluss 1915 seine anwaltliche Zulassung der State Bar of California. Nachdem er zunächst als Rechtsanwalt tätig war, arbeitete er zwischen 1919 und 1923 als Bezirksstaatsanwalt (District Attorney) in San Francisco. Im Anschluss war er wieder als Rechtsanwalt tätig und wurde 1935 Richter am Stadtgericht (Municipal Court) von San Francisco. Kurze Zeit später wurde er zum Richter am Obergericht von Kalifornien für San Francisco (San Francisco County Superior Court) und war an diesem bis 1948 tätig.
Am 8. Januar 1948 löste „Rob-Rob“ Robinson seinen Parteifreund Roger Lapham als Bürgermeister von San Francisco ab und bekleidete dieses Amt acht Jahre lang bis zum 8. Januar 1956, woraufhin der ebenfalls der Republikanischen Partei angehörende George Christopher sein Nachfolger wurde. Im August 1956 war er Delegierter zur Republican National Convention, dem Parteitag der Republikanischen Partei zur Nominierung des Präsidentschafts- und Vizepräsidentschaftskandidaten, im Cow Palace in San Francisco.
Er engagierte sich zudem als Freimaurer, bei den Shriners sowie den Knights of Pythias. Er war zwei Mal verheiratet. Aus seiner ersten 1916 geschlossenen Ehe mit Doris Gould ging die Tochter Elizabeth Jane Robinson hervor. Seine zweite 1944 geschlossene Ehe mit Ora Norris Martin blieb kinderlos. Nach seinem Tode wurde er auf dem Woodlawn Memorial Park in Colma beigesetzt.